# 蒋纬国故居

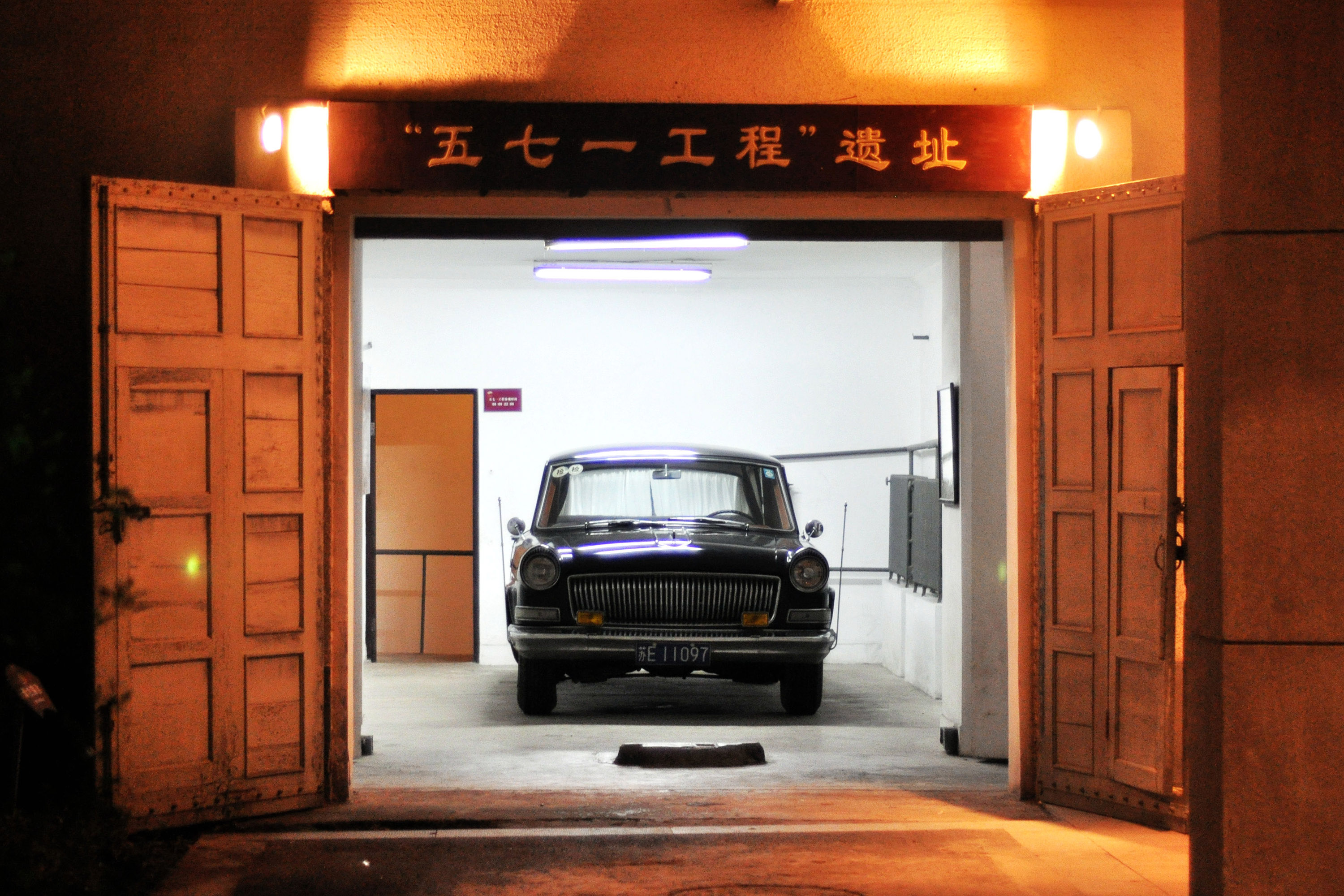
五七一工程遗址

蒋纬国故居，位于江苏省苏州市姑苏区十全街南园宾馆内（现称丽夕阁），建于民国。为苏州市文物保护单位。
蒋纬国（1916年－1997年），浙江奉化人，蒋中正次子，蒋经国之弟。军事家，上将军衔，为中華民國國軍战略核心人物，并有多部军事专著。蒋纬国于1927年至1936年间跟随母姚冶诚生活在苏州。
蒋纬国故居建于1929年，为三层西式洋楼，有建筑面积约1500平方米，当时耗资2万银圆。底层三面环廊，大门处有拱券。楼内装修精美，用木考究，建有壁炉。楼前有花园，园内水池、假山、松木、六角亭俱全。宅西南角原有善庆庵，为明末禅院，姚氏在此礼佛。主楼后另有二层佣人楼一栋，与主楼有天桥连通。
1960年代，林彪曾数次入住南园宾馆丽夕阁。1970年，林彪在此开掘地下工事，秘密筹备“五七一工程纪要”，今有遗迹留存。